# Only One
Only One  é o primeiro single solo de Alex Band do seu EP Alex Band EP. Em 13 de Maio foi aunciado oficialmente que seria lançado somente no Brasil.

## Posições
| Top (2008)     | Posição |
| -------------- | ------- |
| Brasil Top 100 | 74      |

## References
1. ↑  lescharts.com